# غوران بلاجيفيتش
غوران بلاجيفيتش (بالكرواتية: Goran Blažević)‏ هو لاعب كرة قدم كرواتي في مركز حراسة المرمى، ولد في 7 يونيو 1986 في سبليت في كرواتيا. شارك مع منتخب كرواتيا تحت 17 سنة لكرة القدم. أما مع النوادي، فقد لعب مع توربيدو موسكو وليفسكي صوفيا ونادي سلافن بيلوبو وهايدوك سبليت.

## وصلات خارجية
- غوران بلاجيفيتش على موقع الاتحاد الأوربي (الإنجليزية)
- غوران بلاجيفيتش على موقع اتحاد كرواتيا (الكرواتية)
- غوران بلاجيفيتش على موقع قاعدة بيانات كرة القدم.إي يو (الإنجليزية)
- غوران بلاجيفيتش على موقع Soccerway.com (الإنجليزية)
- غوران بلاجيفيتش على موقع عالم كرة القدم.نت (الإنجليزية)